# フランコ・ドナトーニ
フランコ・ドナトーニ（Franco Donatoni、1927年6月9日 ヴェローナ- 2000年8月17日）は、イタリアの現代音楽の作曲家。

## 略歴
1927年6月9日にヴェローナに生まれる。ミラノ音楽院でエットレ・デスデリに、ボローニャのマルティーニ音楽院でリノ・リヴィアベッラに師事したのち、ローマの聖チェチーリア音楽院でイルデブランド・ピツェッティの上級作曲コースを卒業。1953年にはブルーノ・マデルナと出会い、1954年、1956年、1958年、1961年のダルムシュタット夏季現代音楽講習会に参加。新古典主義的な作風からポスト・ウェーベルン的な書法を経て、ジョン・ケージの影響を受けた図形楽譜による作曲に傾斜。その後、引用やオートマティズムによる作曲技法を展開した。
教育者としては、後年ミラノ音楽院の作曲科教授とキジアーナ音楽院の客員教授を務めた。

## 主要作品

### オペラ
- 「アルフレッド・アルフレッド　Alfred, Alfred」（1995年）

### オーケストラ
- 「Prom」（1999年）
- 「Esa」（2000年）

### 協奏曲
- ファゴットと弦楽のための「協奏曲　Concerto」（1952年）
- モダン・チェンバロとオーケストラのための「自画像　Portrait」（1976-77年）
- チェロと19人の奏者のための「階段上の小川　Le Ruisseau sur l'escalier」（1980年）

### 室内楽
- 5楽器のための「より静かに表現されたもの　Etwas Ruhiger im Ausdruck」（1967年）[2]
- 15楽器のための「思い出　Souvenir」（1967年）
- 10弦楽器のための「ソロ　Solo」（1969年）
- 10の楽器のための「息吹　Spiri」（1977年）
- 弦楽四重奏のための「ハートの眼　The Heart's Eye」（1979/80年）
- フルートとピアノのための「いくつもの糸　Fili」（1981年）
- 12楽器のための「テーマ　Tema」（1982年）
- 11楽器のための「贈り物　Cadeau」（1984年）
- 弦楽四重奏のための「そのハツカネズミは笑わない」（1988年）

### 器楽
- チェンバロのための「BABAI」（1964年）
- ギターのための「アルゴ　Algo」（1977年）
- ヴィオラのための「翼　Ali」（1977年）
- ピッコロのための「巣　Nidi」（1979年）
- クラリネットのための「光　Clair」（1980年）
- ヴィブラフォンのための「オマール　Omar」（1985年）
- ピアノのための「フランソワーズ変奏曲」（1983-97年）*

### 声楽
- メゾソプラノと5楽器のための「最期　L'Ultima Sera」（1980年）
- 合唱とオーケストラのための「末尾に　In cauda」（1983年）